# 제8회 인디다큐페스티발
제8회 인디다큐페스티발은 2008년 3월 28일에 열린 시상식이다.

## 수상 및 후보

### 국내 신작전
- 무죄 - 김희철
- 필승 必勝 Ver 2.0 연영석 - 태준식
- 살기 위하여 - 이강길
- 천막 - 김재영
- 섬이 되다 - 임은희
- 전장에서 나는 - 공미연
- 할매꽃 - 문정현
- 오직 하나의 길이 남아있다 - 브라이언 비로스텍
- 뉴코아 이랜드 투쟁 보고서 - 민중언론 참세상
- Way Home - 김경수
- 언니 - 계운경
- 아웃 - 이반 검열 두 번째 이야기 - 여성영상집단 움

### 올해의 초점
- 고3 - 저우 하오
- 돌아갈 수 없는... - 마크 아이티켄
- 마요미 - 캐롤 솔터
- 버마, 평화를 위한 기도 - 맷 블라우어
- 약쟁이 아롱씨 - 저우 하오
- 더치 코카인 팩토리 - Jeanette Groenendaal
- 우리의 일용할 양식 - 콜라스 게이어 홀터
- 아슬아슬 마을재건 - 아료 다누시리